# Grube Menschenfreude
Die Grube Menschenfreude war ein Bergwerk bei Antonsthal im Erzgebirge. Im ehemaligen Grubenfeld befinden sich der Menschenfreude Stolln, der Kunstschacht, Hermannschacht, Uranschacht, Rehbockschurf und der Johannes Stolln. Im Rahmen der Uranerzerkundung nach 1945 wurde der Tiefschurf 23 und mindestens 10 kleinere Schürfe im Streichen des Lagers geteuft.

## Geographie

### Geographische Lage
Die Grube Menschenfreude lag am linken (nördlichen) Hang des Fällbachs, kurz vor dessen Mündung in das Schwarzwasser.

### Geologie
Die Grube Menschenfreude baute auf einem Skarnlager, sowie auf Erzgängen der Kammquarz-Calcit-Pechblende-Formation (kku-Formation). Das Umgebungsgestein gehört zu kambrischen Gesteinen der Breitenbrunn-Formation der Jáchymov-Gruppe. Die ca. 130 m mächtigen Schichten fallen mit 45° nach Westen ein und überlagern die in kurzer östlicher Entfernung ausstreichenden Schichten der Grießbach-Formation der Jachymov-Gruppe. Das Skarnlager ist an die Schichtgrenze der Beitenbrunn-Grießbach-Formation gebunden. Die Mächtigkeit beträgt 3,5 bis 4 m, wobei die die Erzmächtigkeit nur 0,5 bis 1 m beträgt. Die Vererzung ist vorwiegend an die durchsetzenden tauben Erzgänge gebunden und besteht aus Magnetit, Sphalerit, Chalkopyrit, Pyrit, Pyrrhotin, Arsenopyrit und wenig Galenit.

## Geschichte
Die Grube wurde 1826 erstmals verliehen. Die Betriebsaufnahme erfolgte durch eine Gewerkschaft, nach einigen Jahren kam der Betrieb wieder zum Erliegen und Menschenfreude Fundgrube wurde losgesagt. Im Jahre 1854 legte Hermann Dietrich Lindheim Mutung für die Grube Menschenfreude ein. Im Jahr darauf wurde die Grube fündig, als mit einem Schurfschacht am rechten Hang des Fällbachtales in 3 Lachter (Lr.) Teufe ein ½ Lr. mächtiges Zinkblende- und Magneteisensteinlager erschürft wurde.
Im Jahr 1856 erreichte die Förderung mit 31,9 t Magnetit und 2,1 t Sphalerit einen Höhepunkt.
Die Grube wurde 1857 modernisiert, so erhielt sie ein neues Kunst- und ein Kehrrad. Das 4,46 m messende Kehrrad ersetzte ein älteres mit 2,66 m Durchmesser. Im Juli 1858 wurden Teile der Grubenanlagen durch ein Hochwasser zerstört und das gesamte Grubengebäude geflutet. zum Grubenfeld gehörte auch der ca. 500 m nördlich des Fällbaches am Schieferbach gelegene St. Johannesstolln. Mit diesem wollte man das mit der Fundgrube angetroffene 6 m mächtige mit 60° nach West einfallende Skarnlager erschließen. Dieses führte im Fundschacht Magnetit, Sphalerit, Pyrit und etwas Pyromorphit. Im Stolln wurde es allerdings nur taub angetroffen. 1867 wurde die Grube Menschenfreude mit dem St. Johannes Erbstolln am Schwarzwasser konsolidiert. Außer in den Jahren 1873–1878 fand kein Betrieb statt. Im Jahr 1886 wurde der Grubenbetrieb eingestellt. Im Jahr 1888 erfolgte eine Neuverleihung der Grube Menschenfreude. Zwischen 1888 und 1890 wurde ein 2° östlich streichender, Uranerz führender Gang abgebaut. Ab 1891 lag die Grube wieder im Fristen. Im August 1937 wurde das Bergbaurecht vom letzten Besitzer aufgegeben. Das Oberbergamt Freiberg setzte bis September 1945 den Betrieb der Grube aus.
Zwischen 1957 und 1960 wurde das Grubenfeld durch die SDAG Wismut mit dem Schurfschacht 23 bis in eine Teufe von 200 m untersucht. Mit den Auffahrungen wurden 15 Erzgänge im Bereich dreier Skarnlager angetroffen und 2,7 t Uran abgebaut.